# Polystichum bamlerianum
Polystichum bamlerianum är en träjonväxtart som beskrevs av Eduard Rosenstock. Polystichum bamlerianum ingår i släktet Polystichum och familjen Dryopteridaceae. Inga underarter finns listade.